# Lauri Törni
Lauri Allan Törni (n. 28 mai 1919, Viipuri, Viipuri Province⁠(d), Finlanda – d. 18 octombrie 1965, Phước Sơn⁠(d), Quảng Nam, Vietnam) a fost un căpitan al Armatei Finlandeze care a condus o companie de infanterie în timpul Războiului de iarnă și cel al  Războiului de continuare și care a emigrat în Statele Unite ale Americii după cel de-Al Doilea Război Mondial. Este cunoscut ca militarul care a luptat sub trei steaguri: finlandez, german (împotriva sovieticilor în Al Doilea Război Mondial) și american (în Războiul din Vietnam, unde a fost cunoscut sub numele de Larry Thorne).

## Carieră
"Lauri Allan Törni" s-a născut în Viipuri, pe atunci teritoriu finlandez. Tatăl său, Jalmari, era căpitan de vas. Și-a început serviciul militar în anul 1938, iar în 1940 a urmat cursurile Școlii de Ofițeri Rezerviști din Hamina. 

### Al Doilea Război Mondial

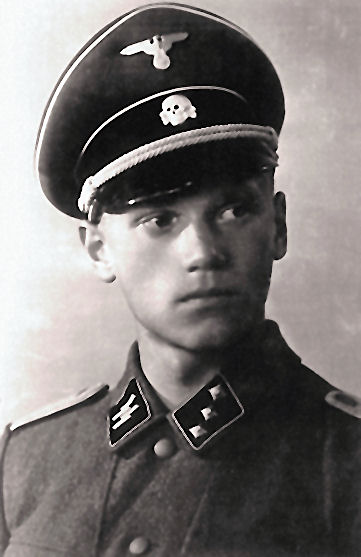
Lauri Törni ca Untersturmführer în SS.

La sfârșitul anului 1939, când Uniunea Sovietică a atacat Finlanda, Lauri Törni aproape își finalizase stagiul militar, însă starea de mobilizare generală a dus la prelungirea acestuia, fiind inițial repartizat în cadrul trupelor de intendență. A fost trimis în linia întâi a frontului în timpul luptelor din zona Lacului Ladoga. A participat la înfrângerea diviziilor rusești încercuite la Lemetti, iar eroismul de care a dat dovadă nu a trecut neobservat superiorilor săi. Aproape de finalizarea războiului, a fost repartizat ca ofițer responsabil cu pregătirea, în calitate de sublocotenent (vänrikki).
În 1941, după Războiul de iarnă, Törni a fost trimis în Germania, să se antreneze pentru o scurtă perioadă de timp cu Waffen-SS

Însemnul oficial (purtat pe umăr) în timpul Războiului de continuare. Detașamentul Törni (Osasto Törni)

Reputația lui Törni era bazată pe succesele repurtate în Războiul de continuare (1941 - 1944) dintre Finlanda și Uniunea Sovietică. În 1943 o unitate de recunoaștere, neoficial numită "Detașamentul Törni" a fost înființată sub comanda sa. Este vorba despre o unitate de infanterie a cărui scop era să ajungă în spatele liniilor inamicului și care în scurtă vreme a devenit foarte cunoscută de ambele părți ale frontului datorită eficienței sale.
Unul dintre soldații aflați sub comanda lui Törni, Mauno Koivisto a devenit mai târziu cel de-al nouălea președinte al Finlandei. Cei doi au luptat împreună la Ilomantsi în iulie - august 1944, ultima luptă a Războiului de continuare. 
Unitatea lui Törni a cauzat numeroase pierderi sovieticilor, fapt care i-a condus pe aceștia să stabilească o recompensă de 3 milioane de mărci finlandeze (echivalentul a 650.000 USD) pentru eliminarea lui. Este cunoscut ca fiind singurul militar finlandez pe capul căruia a fost pusă o recompensă.  
Törni s-a arătat complet nemulțumit de Armistițiul de la Moscova, care marca sfărșitul Războiului de continuare dintre Finlanda și Uniunea Sovietică. Armistițiul obliga Finlanda să lupte împotriva Germaniei în Războiul Laponiei (Lapin sota). Guvernul finlandez a considerat că Törni a servit destul țara și l-a trecut în rezervă, după ce în prealabil, la data de 9 iulie 1944, i-a fost acordată Crucea Mannerheim.
În 1945, în timp ce se afla în Finlanda, a fost recrutat de o mișcare de rezistență pro-germanică și trimis în Germania nazistă pentru a fi instruit atât în sabotaj, cât și în organizarea rezistenței în cazul unei eventuale ocupări sovietice ale teritoriului finlandez.
Ulterior, la sfârșitul celui de-Al Doilea Război Mondial, s-a predat trupelor britanice. Fiind prizonier de război, a evadat, încercând să se întoarcă în Finlanda. 
A fost arestat de către Valtiollinen poliisi, predecesorul de atunci al SUPO  -  serviciul intern de informații - și condamnat la 6 ani de închisoare pentru trădare, deoarece s-a înrolat în armata Armata Germană . În decembrie 1948, președintele Finlandei Juho Kusti Paasikivi l-a grațiat.

### Statele Unite ale Americii
În 1949 Törni, însoțit de camaradul său Holger Pitkänen, a fugit în Haparanda (Haaparanta), Suedia, oraș în care o mare parte din locuitori au origini finlandeze, trecând frontiera pe la Tornio. De aici, a călătorit cu trenul la Stockholm, unde a găsit sprijin și adăpost cu ajutorul baronesei Von Essen, cunoscută pentru suportul acordat militarilor finlandezi în anii ce au urmat războiului. Pitkänen a fost arestat și repatriat, însă Törni era deja logodit cu o suedeză de origine finlandeză, Marja Kops. Sperând totuși că va avea o carieră înainte de oficierea căsătoriei, Törni s-a angajat, sub o identitate falsă de suedez, ca membru al echipajului SS Bolivia și a călătorit la Caracas (Venezuela). 

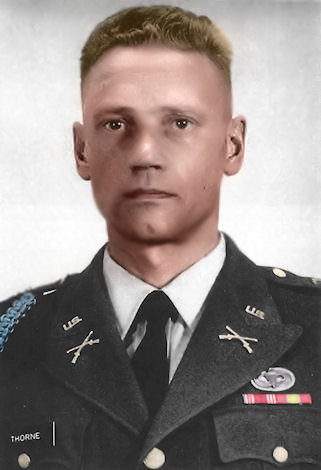
Larry Thorne în Armata SUA

În portul din Caracas, s-a reîntâlnit cu un fost comandant finlandez din Războiul de iarnă, Matti Aarnio, aflat în exil în Venezuela. În 1950, Lauri Törni se îmbarcă ca membru al echipajului pe cargoul MS Skagen, cu destinația Statele Unite ale Americii. În Golful Mexic, în apropiere de Mobile, Alabama, Törni sare peste bord și înoată până la mal. De aici, își continuă drumul spre New York, unde se integrează în comunitatea finlandezo-americană din Brooklyn, lucrând ca tâmplar și ca om de serviciu.
În anul 1953, Congresul Statelor Unite ale Americii emite legea atât de mult susținută de către firma de avocatură a lui William J. Donovan (alias „Wild Bill” Donovan), fostul lider al OSS - predecesorul actualului Central Intelligence Agency, în baza căreia Törni dobândește permisul de rezidență.
În 1954, în baza Legii Lodge-Philbin (cunoscută azi mai ales ca Legea Larry Thorne) care permitea rezidenților de o altă naționalitate să se înroleze în armata Statelor Unite ale Americii, Törni se alătură forțelor militare americane ca simplu soldat, integrându-se rapid într-un grup de ofițeri de origine finlandeză, grup cunoscut sub numele de "Marttinen's Men", care a pavat drumul acestuia către US Special Forces.
A fost instructor de ski, a predat tehnici de supraviețuire și de gherilă și a urmat cursurile cunoscutei Școli Airborne, ceea ce i-a adus o avansare rapidă în grad: sublocotenent în 1957 și căpitan în 1960.
În perioada 1958 - 1962 a servit în 10th Special Forces Group, în Germania de Vest, fiind al doilea la comanda operațiunii de căutare și salvare din Munții Zagros, Iran. În noiembrie 1963 a intrat în unitatea A-734 Vietnam și a participat la luptele din Delta Mekongului, unde a fost decorat de 2 ori.
În anul 1965 a fost transferat în Grupul de Studii și Observare MACVSOG, Vietnam, pe postul de consilier militar. Pe 18 octombrie 1965, elicopterul în care se afla Larry Thorne, aflat într-o misiune clandestină, s-a prăbușit într-o zonă muntoasă a Vietnamului, Da Nang. Echipajul de salvare nu a putut identifica exact locul prăbușirii. Imediat după dispariție, Larry Thorne a fost avansat la gradul de maior.
Rămășițele lui Lauri Törni au fost găsite în 1999, au fost identificate formal în 2003 și pe 26 iunie 2003 au fost depuse în cimitirul Arlington, secțiunea 60, mormântul 8136.

## Moștenire

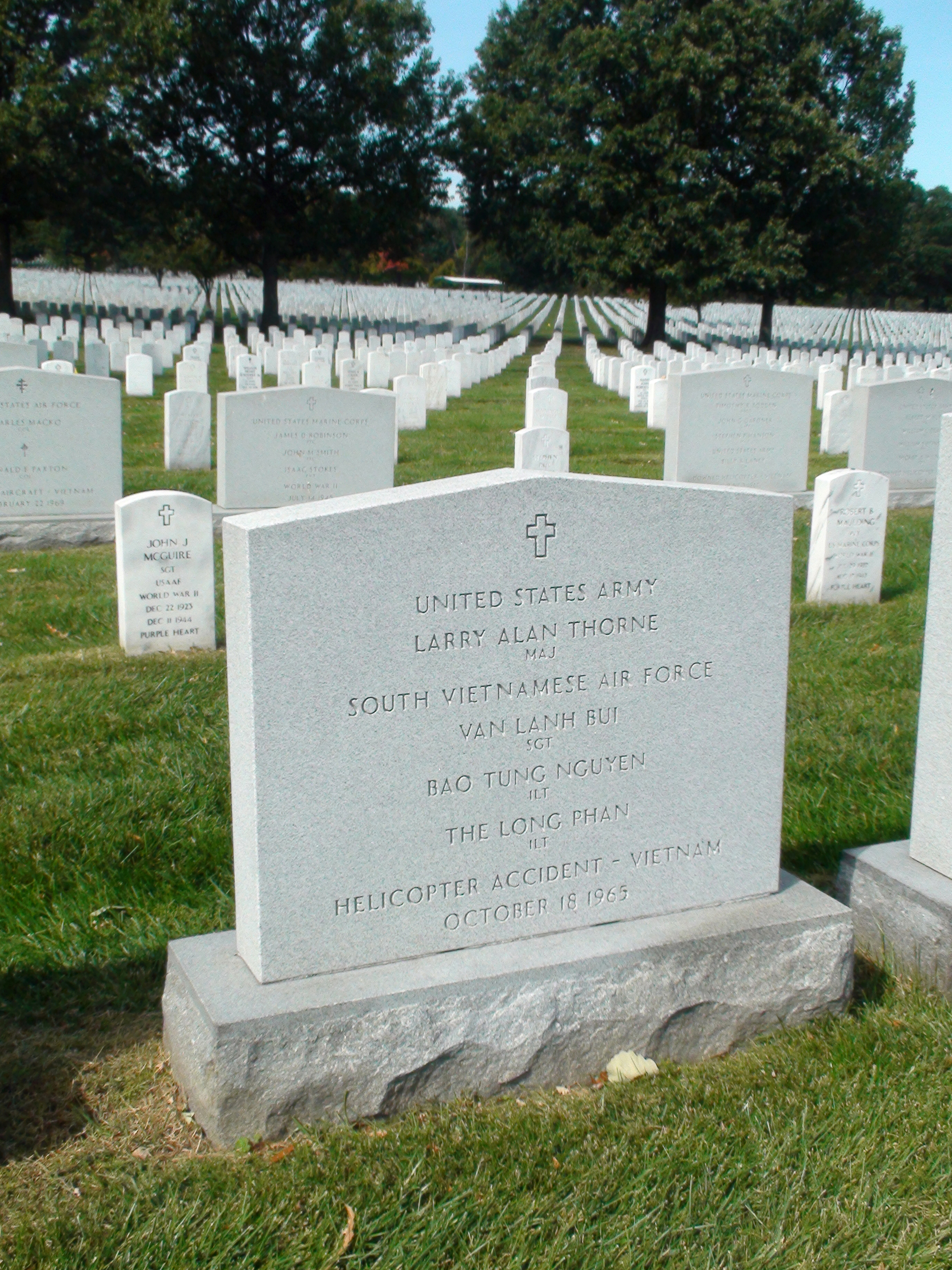
Piatra funerară a lui Larry Thorne

Una din clădirile comandamentului îi poartă numele (Larry Thorne Headquarters Building, 10th SFG(A) - Fort Carson Colorado).
În Finlanda, supraviețuitorii „Detașamentului Törni”, alături de familie și prieteni, au înființat „Asociația Lauri Törni”.
În cartea The Green Berets - Berețile verzi, Robin Moore, personajul principal al primului capitol, "Sven Kornie", a fost inspirat de Larry Thorne. Cartea a fost ulterior ecranizată, numele filmului fiind același.
În anul 2004, în cadrul programului de televiziune Suuret Suomalaiset („Mari finlandezi”), Lauri Törni a fost votat al 52-lea Mare Finlandez.

## Literatură
- ro  Cleverley, J. Michael: Născut pentru a fi soldat. Timpurile și viața lui Larry. A. Thorne Arhivat în 1 mai 2012, la Wayback Machine., Editura Militară, București, 2011, 396 pagini, fotografii, harti, anexe, ISBN 978-973-32-0874-7.
- en  Cleverley, J. Michael: Born a Soldier, The Times and Life of Larry Thorne, October 2008, Booksurge. 354 pagini și 17 fotografii, hărți și cronologie, ISBN 9781439214374.
- fi  Cleverley, J. Michael: Syntynyt Sotilaaksi, November 2003, Otava Publishing Co.  416 pagini și 22 fotografii, hărți și cronologie, ISBN 951-1-18853-4.
- sv  Cleverley, J. Michael: Lauri Törni Yrke Soldat, October 2008, Svenskt Militärhistoriskt Bibliotek, 361 pagini, fotografii, hărți, și cronologie, ISBN 978-91-85789-22-1.
- en  Gill III, H. A.: The Soldier Under Three Flags, June 1998, Pathfinder publishing. 208 pagini și 37 fotografii, ISBN 0-934793-65-4.
- fi  Kallonen, Kari - Sarjanen, Petri: Legenda - Lauri Törni, Larry Thorne, 2004, Revontuli Publishing Co. 397 pagini și 100 fotografii, ISBN 952-5170-38-1.
- fi  Alava, Ali: Erikoisosasto pohjoinen, Karisto: Hämeenlinna 1978 ISBN 951-23-1258-1.
- fi  Brantberg, Robert: Sotasankarit, Revontuli: Jyväskylä 2000 ISBN 952-5170-11-X.
- fi  Hurmerinta, Ilmari ja Viitanen, Jukka: Suomen puolesta, Mannerheim-ristin ritarit 1941–1945, Gummerus: Jyväskylä 2004 ISBN 951-20-6224-0.
- fi  Jokipii, Mauno: Hitlerin Saksa ja sen vapaaehtoisliikkeet, SKS: Jyväskylä 2002 ISBN 951-746-335-9.
- fi  Kairinen, Paavo A.: Marttisen miehet, WSOY: Juva 1994 ISBN 951-0-19802-1.
- fi  Kallonen, Kari ja Sarjanen, Petri: Purppurasydän 1949–1965, Gummerus: Jyväskylä 2000 ISBN 952-5170-01-2.
- fi  Kallonen, Kari ja Sarjanen, Petri: Leijonamieli 1919–1949, Gummerus: Jyväskylä 2002 ISBN 952-5170-00-4.
- fi  Karhunen, Joppe: Taistelujen miehet, WSOY: Porvoo 1972 ISBN 951-0-00639-4.
- fi  Lappalainen, Niilo: Vaarallisilla teillä, WSOY: Juva 1998 ISBN 951-022665-3.
- fi  Rönnquist, Lars ja Vuorenmaa Anssi: Törnin jääkärit, WSOY: Juva 2004 ISBN 951-0-19448-4